# Hernán Videla Lira
Hernán Videla Lira (Santiago, 19 de mayo de 1903 – Buenos Aires, 22 de septiembre de 1982) fue un empresario industrial, minero y político chileno del Partido Liberal. Senador en representación de la Segunda Agrupación Provincial de Atacama y Coquimbo, por tres períodos consecutivos entre 1941 y 1965. Presidente del Senado en dos ocasiones, la primera, entre el 28 de noviembre de 1958 y el 31 de mayo de 1961; y la segunda entre el 31 de mayo de 1961 hasta el 10 de octubre de 1962.

## Familia y juventud
Nació en Santiago, Chile, el 19 de mayo de 1903; hijo de Luis Videla Herrera y Dolores Lira Ossa.
Se casó en 1928, con Luz Pacheco Díaz y tuvieron dos hijos; se casó por segunda vez en 1944, con Laura Edwards Puelma y en tercer matrimonio, en 1982, con Teodora Escurra Tidblon.

## Estudios y vida laboral
Realizó sus estudios en el Instituto Andrés Bello.
Se dedicó a las actividades industriales y mineras; ingresó a la Compañía Carbonífera e Industrial de Lota, donde permaneció hasta 1928. Luego, en 1932 fue nombrado Consejero de la Caja de Crédito Minero, y en 1937 fue nombrado presidente de la Sociedad Nacional de Minería de Chile, SONAMI, desde julio de 1937 hasta marzo de 1965; presidente de la Compañía Manganeso Atacama, de la Compañía Tres Montes, de la Compañía Ericsson de Chile S.A., de la Compañía Minera Alaska y de la Compañía Condoriaco.
Fue Consejero de la Sociedad Abastecedora de la Minería, de la Confederación de la Producción y del Comercio y de la Sociedad de Comercio Exterior.
Director de la Compañía Minera Huanchaca de Bolivia, Sali Hochschild; consejero de la Compañía Siderúrgica e Industrial de Valdivia. A raíz del Congreso Minero de Copiapó, fue designado, a petición unánime, director de la Caja de Crédito Minero. Director de la Industria Azucarera Nacional S.A., IANSA.
En el año 1939, representó a Chile en la Conferencia Panamericana del Trabajo, en La Habana, Cuba. Consejero de la Corporación de Fomento de la Producción, CORFO, en representación de la minería.

## Trayectoria política y pública
En el ámbito político, integró las filas del Partido Liberal. Durante la administración de Eduardo Frei Montalva, fue nombrado embajador de Chile en Argentina, cargo que ostentó entre 1965 y 1973. En diciembre de 1965, presentó su renuncia ante la directiva del partido, luego de que éste decidiera retirar sus cuatro embajadores y situarse en la oposición del gobierno de Frei en noviembre del mismo año.